# Confederação do Cordeiro Branco
```
   |-
       |
Erro:
:  
valor não especificado para "
nome_comum
"

   |-
       | 
Erro:
:  
valor não especificado para "
continente
"
```

A Confederação do Cordeiro Branco ou Aq Qoyunlu (em persa: آق قویونلو; romaniz.: Āq Quyūnlū; em turco: Ak Koyunlu) foi uma confederação tribal, culturalmente persa, sunita e turcomana. Fundada na região de Diar Baquir por Qara Yuluk Uthman Beg, governou o leste da Turquia de 1378 a 1501 (ou 1503), e em suas ultimas décadas a atual Armênia, o Azerbaijão e a maior parte do seu território no Irão, Iraque e Omã, onde o governante de Ormuz reconheceu a suserania de Aq Qoyunlu.
O império Aq Qoyunlu atingiu seu apogeu sob Uzun Hasan.
De acordo com o turcoólogo alemão Gerhard Doerfere, é muito estranho que a palavra "Aqqoyunlu e Qaraqoyunlu turcomanos: turcomeno" ainda leve à confusão. Em qualquer caso, os "turquemenos" de Aqqoyunlu e Qaraoyunlu são azerbaijanos.
Como resultado do governo dos turcomanos Qaraqoyunlu e Aqqoyunlu na região, muitas tribos turcomanas se mudaram para lá, e o restante delas estabeleceu o estado safávida no Irã. Parte da importante herança que eles nos deram hoje é a língua oghuz ou turcomano usada em certas partes da Gunchikhan Anatólia - principalmente em Eder e Carse - bem como no Irã e no Azerbaijão, agora chamada de língua azerbaijani.